# Maney
Maney es una localidad de México localizada en el municipio de Huichapan en el estado de Hidalgo.

## Geografía
Se encuentra en la región geográfica del Valle del Mezquital. A la localidad le corresponden las coordenadas geográficas 20° 23’ 36.922” de latitud norte y 99° 41’ 15.659” de longitud oeste, con una altitud de 2060 m s. n. m. Cuenta con un clima semiseco templado.
En cuanto a fisiografía se encuentra en la provincia del Eje Neovolcánico, dentro de la subprovincia de Llanuras y Sierras de Querétaro e Hidalgo; su terreno es de lomerío. En lo que respecta a la hidrografía se encuentra posicionado en la región del Pánuco, dentro de la cuenca del río Moctezuma, en la subcuenca del río Tecozautla.

## Demografía
En 2020 registró una población de 1057 personas, lo que corresponde al 2.23 % de la población municipal. De los cuales 509 son hombres y 548 son mujeres.
| Gráfica de evolución demográfica de Maney entre 1900 y 2020 |
|                                                             |
| Población registrada por los censos y conteos del INEGI.    |